# Électre (Océanide)
Pour les articles homonymes, voir Électre (homonymie).
Dans la mythologie grecque, Électre (en grec ancien Ἠλέκτρα / Êléktra) ou Ozomène est, dans la mythologie grecque archaïque, une Océanide et une Néphélée, fille d'Océan et de sa sœur Téthys citée par Hésiode et par Nonnos. Elle est surtout connue comme la mère d'Iris, Arcé et des Harpies.

## Étymologie
Électre vient du grec Êléktra (Ἠλέκτρα) signifiant ambrée.

## Famille

### Ascendance
Ses parents sont les titans Océan et Téthys. Elle est l'une de leur multiples filles, les Océanides, généralement au nombre de trois mille, et a pour frères les Dieux-fleuve, eux aussi au nombre de trois mille. Ouranos (l'Espace) et Gaïa (la Terre) sont ses grands-parents tant paternels que maternels.

### Descendance
D'après Hésiode
De son union avec la divinité marine Thaumas, Électre conçut les déesses Iris et Arcé ainsi que les Harpies (Aello, Ocypète, Podarge).
D'après Nonnos
Pour Nonnos, poète tardif du IVe siècle/début du IVe siècle, Électre et Thaumas n'eurent que deux enfants : la déesse Iris et le dieu-fleuve Hydaspes (en). 

## Électre ou Ozomène
Hygin, dans la préface de ses Fables, donne Celaeno, Ocypète et Podarce comme filles de Thaumas et Électre tandis que plus loin dans les Fables, à 14.18, il nomme les Harpies Aellopous, Celaeno et Ocypète et les dit alors les filles de Thaumas et Ozomène. Les deux noms étant utilisés par le même auteur, dans la même œuvre pour désigner la mère des harpies et Ozomène n'étant connue nulle part ailleurs, il est généralement admis qu'Ozomène est un autre nom pour Électre.